# 諸羅縣
諸羅縣（臺語：Tsu-lô-Kuān）為臺灣清治時期之行政區劃，1683年明鄭滅亡，經施琅力陳，1684年（康熙二十三年）4月正式設立臺灣府，隸屬於福建省福建分巡臺灣廈門道，並將明鄭時期承天府、天興州、萬年州的行政區域略加調整，改為諸羅縣、臺灣縣、鳳山縣三縣。諸羅縣承繼了原天興州的善化里、新化里、永定里、開化里等四里。
諸羅縣得名於平埔原住民洪雅族的諸羅山社（荷蘭文獻記載為Tirosen、Tirocen、Tiracen、Tilaocen、:232-233Toelosang等）以臺語音譯，諸羅知縣署設於開化里佳里興（今臺南市佳里區境內），轄區東至大龜佛山，西至大海，南至新港溪（今鹽水溪）與臺灣縣交界，北至雞籠城。
1704年（康熙四十三年），縣治自佳里興遷移諸羅山，即今嘉義市。
1721年4月爆發朱一貴事件，事件平息後，有鑑於諸羅地方遼闊，鞭長莫及，1723年（雍正元年），割虎尾溪以北增設彰化縣、淡水廳。
1787年（乾隆五十二年），乾隆帝因林爽文事件獎勵義民協助圍攻、抵抗林爽文軍隊，將諸羅縣改名嘉義縣，縣治諸羅山亦同時改名嘉義。

## 行政區劃

1685年臺灣府行政區劃，紫色為諸羅縣範圍

1734年臺灣府行政區劃，黃色為諸羅縣範圍

1685年（康熙二十四年），諸羅縣下轄里四、社三十四：
- 里：善化里、新化里、安定里、開化里
- 社：蕭壠社、麻豆社、新港社、大武壠社、目加溜灣社、倒咯嘓社、打猫社、諸羅山社、阿里山社、奇冷岸社、大居佛社、他裡霧社、猴悶社、沙轆牛罵社、柴裡斗六社、東螺社、西螺社、南北投社、蔴務拺社、崩山社、大傑顚社、新港仔社、竹塹社、南嵌社、雞籠社、上淡水社、蔴芝乾社、南社、二林社、馬之遴社、大突社、亞朿社、半線大肚社、大武郡牛社

1694年（康熙三十三年），諸羅縣下轄里四、莊十四、社四十：
- 里：新化里、善化里、安定里、開化里
- 莊：新舊咯莊、大奎壁莊、下茄苳莊、井水港莊、鹿仔草莊、龜佛山莊、南勢竹莊、大坵田莊、龜仔港莊、槺榔莊、諸羅山莊、打猫莊、他裡霧莊、半線莊
- 社：新港社、目加溜灣社、蕭壠社、麻豆社、大武壠社、大傑巓社、倒咯嘓社、諸羅山社、阿里山社、打猫社、他裡霧社、猴悶社、柴里斗六社、奇冷岸社、大居佛社、西螺社、麻芝乾社、南社、二林社、大突社、馬芝遴社、阿束社、東螺社、大武郡社、半線大肚社、南北投社、麻務捒社、沙轆牛罵社、崩山社、新港仔社、竹塹社、南嵌社、上淡水社、雞籠社、木武郡赤嘴社、水沙連思麻丹社、麻咄目靠社、挽鱗倒咯社、狎裡禪戀蠻社、干那霧社

1712年（康熙五十一年），諸羅縣轄區不變，僅「莊」改「庄」。
1723年（雍正元年），割虎尾溪以北增設彰化縣、淡水廳。
1734年（雍正十二年），原屬諸羅縣的新化里之半併入臺灣縣。至1740年（乾隆五年），諸羅縣下轄四里、七保、十七庄：
- 里：開化里、善化里、新化里、安定里
- 保：赤山保、佳里興保、善化里東保、善化里西保、新化里西保、安定里東保、安定里西保
- 庄：諸羅山庄、北新庄、大小槺榔庄、井水港庄、茅港尾庄、土獅仔庄、鹿仔草庄、龜佛山庄、南勢竹庄、大坵田庄、龜仔港庄、大龜圭庄、舊嘓庄、新嘓庄、下加冬庄、打猫庄、他裡霧庄

至1762年（乾隆二十七年），諸羅縣新增三十九保、一莊，所轄合計如下：
- 里：開化里、善化里、新化里、安定里
- 保：赤山保、佳里興保、善化里東保、善化里西保、新化里西保、安定里東保、安定里西保、諸羅山保、牛稠溪保、柴頭港保、大目根保、打猫東保、打猫南保、打猫北保、笨港南保、笨港北保、他裡霧保、斗六門保、鯉魚頭港 (保)、大坵田東保、大坵田西保、大崙腳 (街)、龍蛟潭保、白須公潭保、鹽水港保、大槺榔東保、白沙墩保、尖山保、鹿仔草保、大槺榔西保、太子宮保、下加冬北保、下加冬南保、鐵線橋保、佳里興保、茅港尾保、麻豆保、安定東保、安定西保、蕭壠保、新化西保、善化東保、善化西保、赤山保、果毅後保、哆咯嘓東保、哆咯嘓西保
- 莊：諸羅山莊、北新莊、大槺榔莊、井水港莊、茅港尾莊、土獅仔莊、鹿仔草莊、龜佛山莊、南勢竹莊、大坵田莊、龜仔港莊、大龜璧莊、舊嘓莊、新嘓莊、下加冬莊、打猫莊、他裡霧莊、臺仔挖莊

## 外部連結
- （繁體中文）諸羅縣-台灣大百科全書(中華民國文化部) （页面存档备份，存于）